# Jag tjänar Herren Jesus
Jag tjänar Herren Jesus är en sång från 1933 med text och musik av Alfred Henry Ackley. Sången översattes 1950 av Gösta Blomberg.  Sångens refräng Jag vet, jag vet att Jesus lever än finns publicerad som kör nummer 130 i Frälsningsarméns sångbok 1968 under rubriken "Jubel och strid".

## Publicerad i
- Frälsningsarméns sångbok 1968 som nr 130 under rubriken "Jubel och strid".
- Frälsningsarméns sångbok 1990 som nr 496 under rubriken "Lovsång, tillbedjan och tacksägelse".
- Sångboken 1998 som nr 60